# پارک کیونگ-دو
پارک کیونگ-دو (انگلیسی: Park Kyoung-doo؛ زادهٔ ۳ اوت ۱۹۸۴) شمشیرباز اهل کره جنوبی است.